# Liste der Biografien/Marty
Liste der Biografien |
Portal Biografien |
Personensuche
# |
A |
B |
C |
D |
E |
F |
G |
H |
I |
J |
K |
L |
M |
N |
O |
P |
Q |
R |
S |
T |
U |
V |
W |
X |
Y |
Z |
?
 
Ma |
Mb |
Mc |
Md |
Me |
Mf |
Mg |
Mh |
Mi |
Mj |
Mk |
Ml |
Mm |
Mn |
Mo |
Mp |
Mq |
Mr |
Ms |
Mt |
Mu |
Mv |
Mw |
Mx |
My |
Mz
 
Maa |
Mab |
Mac |
Mad |
Mae |
Maf |
Mag |
Mah |
Mai |
Maj |
Mak |
Mal |
Mam |
Man |
Mao |
Map |
Maq |
Mar |
Mas |
Mat |
Mau |
Mav |
Maw |
Max |
May |
Maz
 
Mara |
Marb |
Marc |
Mard |
Mare |
Marf |
Marg |
Marh |
Mari |
Marj |
Mark |
Marl |
Marm |
Marn |
Maro |
Marp |
Marq |
Marr |
Mars |
Mart |
Maru |
Marv |
Marw |
Marx |
Mary |
Marz
 
Marta |
Marte |
Marth |
Marti |
Martj |
Martl |
Martm |
Martn |
Marto |
Martr |
Marts |
Martt |
Martu |
Martw |
Marty |
Martz
Die Liste der Biografien führt alle Personen auf, die in der deutschsprachigen Wikipedia einen Artikel haben. Dieses ist eine Teilliste mit 74 Einträgen von Personen, deren Namen mit den Buchstaben „Marty“ beginnt.

## Marty
- Marty Decker, Nicolás (* 2005), chilenisch-deutscher Basketballspieler
- Marty, Adolphe (1865–1942), französischer Organist, Komponist und Musikdozent
- Marty, André (1886–1956), französischer Interbrigadist und Politiker, Mitglied der Nationalversammlung
- Marty, André (* 1965), Schweizer Journalist und Pressesprecher
- Marty, Andreas (* 1965), Schweizer Politiker (SP)
- Marty, Anton (1847–1914), Schweizer Priester, Philosoph und Hochschullehrer
- Marty, Céline (* 1976), französische Fußballspielerin
- Marty, Christian (1946–2000), französischer Surfer und Pilot
- Marty, Dick (1945–2023), Schweizer Politiker (FDP) und ehemaliger Staatsanwalt des Kantons TessinDick Marty (1945–2023)

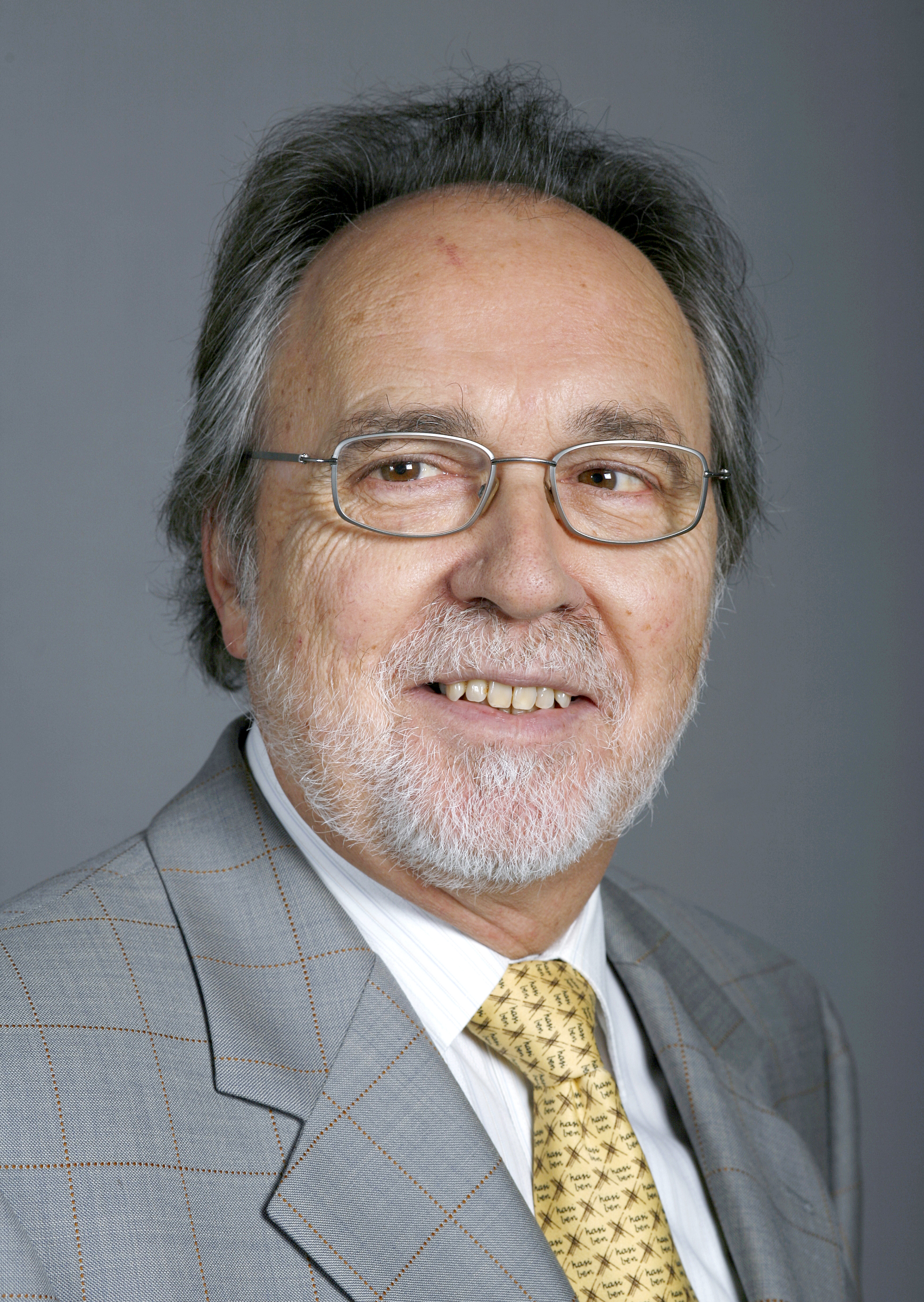
Dick Marty (1945–2023)

- Marty, Dominik (1936–2005), Schweizer Volksmusiker
- Marty, François (1904–1994), französischer Kardinal der römisch-katholischen Kirche
- Marty, Franz (* 1947), Schweizer Politiker
- Marty, Frédéric (1911–1940), französischer Mathematiker
- Marty, Georges (1860–1908), französischer Komponist und Dirigent
- Marty, Jean (1925–2015), französischer Karambolagespieler und Autor
- Marty, Jeanette (* 1975), Schweizer Eishockeyspielerin
- Marty, Julia (* 1988), Schweizer Eishockeyspielerin
- Marty, Krystyna (* 1966), Schweizer Diplomatin
- Marty, Martin (1834–1896), Schweizer Benediktinermönch und Missionar in Nordamerika
- Marty, Meryl (* 1990), Schweizer Schauspielerin
- Marty, Niki (* 1973), Schweizer Sportschütze
- Marty, Pierre (1918–1993), französischer Mediziner, Psychiater und Psychoanalytiker
- Marty, Robert François Raymond (* 1936), französischer Informatiker und Kommunikationswissenschaftler
- Marty, Silvia (* 1980), spanische Schauspielerin
- Marty, Stefanie (* 1988), Schweizer Eishockeyspielerin
- Marty, Syra (1921–2011), US-amerikanische Burlesque-Tänzerin
- Marty, Walter (1910–1995), US-amerikanischer Hochspringer
- Marty, Walter (* 1962), Schweizer Politiker (SVP)
- Marty-Capgras, Andrée (1898–1963), französische Journalistin
- Marty-Laveaux, Charles (1823–1899), französischer Romanist und Herausgeber

### Martyn
- Martyn, Barry (1941–2023), britischer Jazzmusiker (Schlagzeug) und Musikproduzent
- Martyn, Beverley (* 1947), englische Folk-Sängerin, Songwriterin und Gitarristin
- Martyn, Christian (* 2000), kanadischer Schauspieler
- Martyn, Edward (1859–1923), irischer Dramatiker
- Martyn, Henry (1781–1812), britischer anglikanischer Missionar, Übersetzer
- Martyn, John (1699–1768), britischer Botaniker
- Martyn, John (1948–2009), britischer MusikerJohn Martyn (1948–2009)

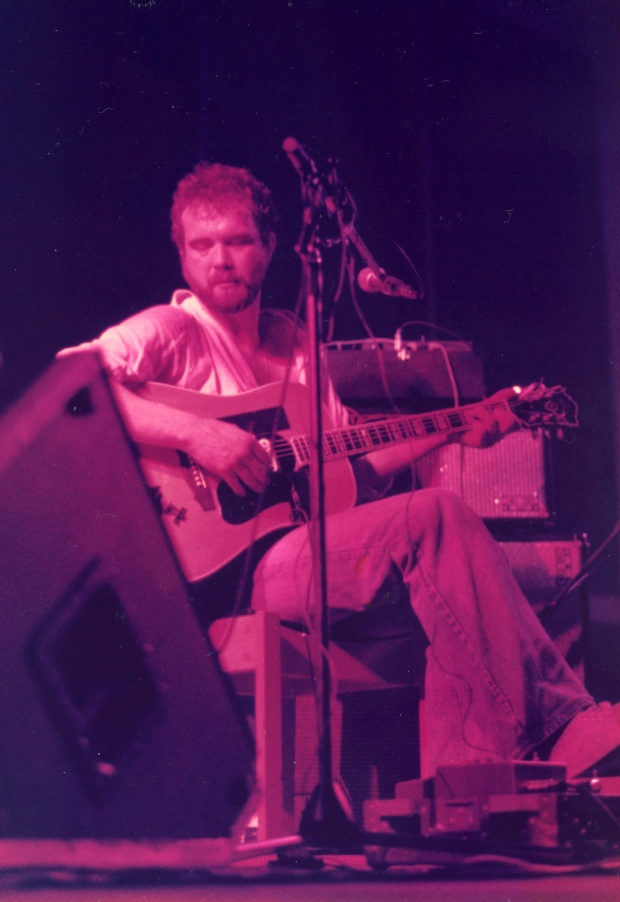
John Martyn (1948–2009)

- Martyn, Laurel (1916–2013), australische Ballerina
- Martyn, Nigel (* 1966), englischer Fußballtorwart
- Martyn, Thomas (1735–1825), britischer Botaniker
- Martyn, Thomas († 1816), britischer Malakologe, Entomologe und Zeichner
- Martyn-Hemphill, Peter, 5. Baron Hemphill (1928–2012), britischer Politiker (Conservative Party) und Peer
- Martyna, Andrä (1958–2011), deutscher Autor und Illustrator
- Martynau, Sjarhej (* 1953), belarussischer Diplomat und Politiker
- Martynau, Sjarhej (* 1968), belarussischer Sportschütze
- Martynenko, Julija (* 1967), russische Badmintonspielerin
- Martynenko, Oleksandr (* 1989), ukrainischer Bahn- und Straßenradrennfahrer
- Martynenko, Wladimir Wladimirowitsch (* 1957), russischer Soziologe, Politologe, Wirtschaftsfachmann
- Martynenko, Wolodymyr (1923–1988), sowjetischer Botschafter, Außenminister der Ukrainischen SSR (1980–1984)
- Martyni-Laguna, Johannes Aloysius (1755–1824), deutscher Privatgelehrter
- Martyniak, Jan (* 1939), polnischer Geistlicher, emeritierter griechisch-katholischer Erzbischof von Przemyśl-Warschau
- Martyniuk, Wacław (* 1949), polnischer Politiker, Mitglied des Sejm
- Martynjuk, Alexander Akimowitsch (1945–2022), sowjetischer Eishockeyspieler
- Martynjuk, Andrij (* 1990), ukrainischer Hammerwerfer
- Martynjuk, Georgi Jakowlewitsch (1940–2014), sowjetisch-russischer Schauspieler
- Martynjuk, Teodor (* 1974), ukrainischer Ordensgeistlicher, Erzbischof von Ternopil-Sboriw
- Martynkewicz, Wolfgang (* 1955), deutscher Autor und Literaturwissenschaftler
- Martynov, Diana (* 2001), französische Tennisspielerin
- Martynova, Olga (* 1962), russische Lyrikerin und deutsche EssayistinOlga Martynova (* 1962)

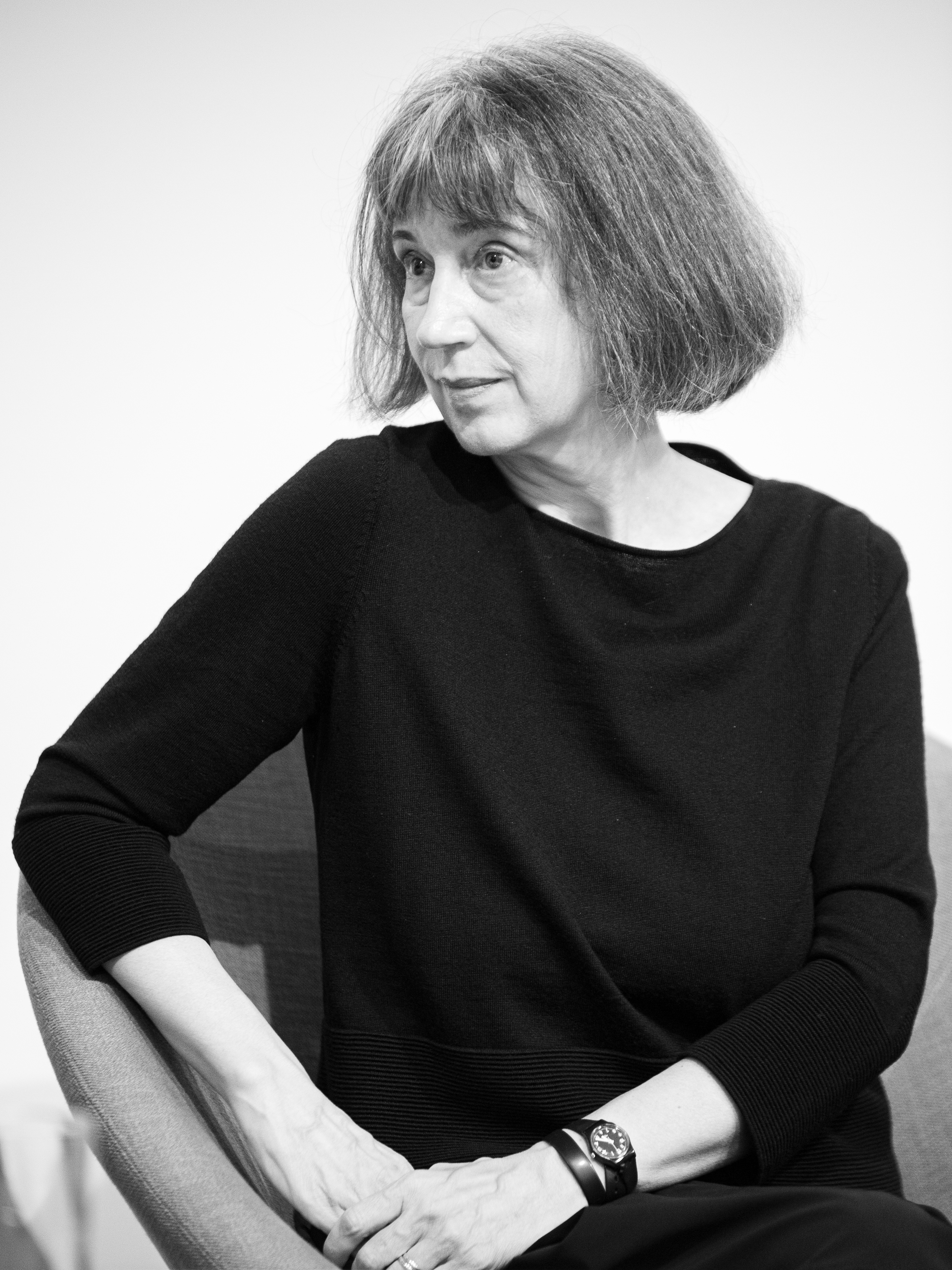
Olga Martynova (* 1962)

- Martynow, Alexander Wladimirowitsch (* 1981), Premierminister Transnistriens
- Martynow, Andrei Wassiljewitsch (1879–1938), russischer Paläontologe, Zoologe und Entomologe
- Martynow, Georgi Sergejewitsch (1906–1983), sowjetischer Science-Fiction-Autor
- Martynow, Iwan Iwanowitsch (1771–1833), russischer Altphilologe, Botaniker und Hochschullehrer
- Martynow, Sergei Alexandrowitsch (1971–1997), sowjetisch-russischer Ringer
- Martynowa, Arina Walerjewna (* 1990), russische Eiskunstläuferin
- Martynowa, Jana Walerjewna (* 1988), russische Schwimmerin
- Martynowa, Natalja (* 1970), russische Biathletin
- Martynowa, Olga Issakowna (1916–2002), sowjetische bzw. russische Chemikerin und Hochschullehrerin
- Martynowa, Tatjana (* 1970), russische Biathletin
- Martynowitsch, Aljaksandr (* 1987), belarussischer Fußballspieler
- Martynowytsch, Porfyrij (1856–1933), ukrainischer Maler, Grafiker und Ethnograph

### Martyr
- Martyr, Plastic (* 1989), US-amerikanische Schauspielerin, Sängerin, Hörfunkmoderatorin und Model
- Martyrer, Egon (1906–1975), deutscher Maschinenbauingenieur, Rektor der TH Danzig und TH Hannover

### Martys
- Martyschkin, Alexander Georgijewitsch (1943–2021), sowjetischer Ruderer